# Lux Eterna Beach
| Recensione | Giudizio |
| ---------- | -------- |
| Newsic.it  | 7,75/10  |
| Ondarock   | 6,5/10   |
| Rockit     | Positivo |
| Rockol     | 8/10     |

Lux Eterna Beach è il secondo album in studio del duo musicale italiano Colapesce Dimartino, pubblicato il 3 novembre 2023.

## Descrizione
A proposito della nascita e del titolo dell'album il duo ha dichiarato:

## Antefatti
L'album viene annunciato dai singoli Cose da pazzi, rilasciato quasi un anno prima, Splash presentato alla 73ª edizione di Sanremo e Considera, pubblicato il 16 giugno 2023. Proseguono poi i singoli La luce che sfiora di taglio la spiaggia mise tutti d'accordo, Ragazzo di destra e Sesso e architettura.
Il brano I marinai è un inedito di Ivan Graziani registrato qualche anno prima dal decesso del cantante abruzzese e rilavorato in studio dal duo insieme al figlio secondogenito Filippo.
Contiene 11 tracce, scritte e prodotte dai due artisti; è l'ultimo – per adesso – progetto tra i due, che dopo il tour riprenderanno le rispettive carriere soliste.

## Tracce
Testi di Lorenzo Urciullo, Antonio Di Martino, musiche di Lorenzo Urciullo, Antonio Di Martino, Federico Nardelli, Giordano Colombo.
1. La luce che sfiora di taglio la spiaggia mise tutti d'accordo – 6:19
2. Sesso e architettura – 3:30
3. Ragazzo di destra – 3:51
4. Splash – 3:30
5. Forse domani (feat. Joan Thiele) – 3:36
6. 30.000 euro – 3:35
7. Considera – 3:07
8. I marinai (feat. Ivan Graziani) – 4:07
9. Cose da pazzi – 4:13
10. Neanche con Dio – 3:54
11. Lux Eterna Beach – 4:16

Traccia bonus nella riedizione streaming
1. Innamorarsi perdutamente non è mai un affare – 3:00

## Classifiche
| Classifica (2023) | Posizione massima |
| ----------------- | ----------------- |
| Italia            | 29                |